# Apache Groovy
Груви (енгл. Groovy) је објектно оријентисани програмски језик опште намене. Груви програмски језик је креиран за Јава платформу и може да се користи као алтернатива Јава програмском језику.
Синтакса Груви језика личи на синтаксу Јава програмског језика. Штавише, велики део кода који је писан у Јава програмском језику синтаксно је исправан Груви код. Програми писани у Груви језику могу да се повежу са Јава кодом и да користе Јава библиотеке. Када је потребно да се Груви код изврши, динамички се преводи у Јава бајт код.
Груви садржи и особине које издвајају програмске језике какав је Пајтон, Руби или Smalltalk. На пример поседује и динамичку проверу типова података.
Груви може да се користи за писање самосталних програма, за писање делова Јава пројеката или као скрипт језик.

## Здраво свете
Следећи Груви програм исписује „Здраво свете!":
```
    
println
 
„Здраво
 
свете
!
"

```